# ブロークンイングリッシュ
ブロークン・イングリッシュ (映画) とは異なります。
ブロークンイングリッシュ (英: Broken English) とは、文法や発音などに誤りがある、または多国語の訛りがある英語を指す。主に非ネイティブスピーカーが話す英語に見られる。

## 概要
ブロークンイングリッシュとは、単語の誤用、文法の間違い、不自然な語順、発音の誤りなどを含む英語の変種である。英語を学習中の話者が流暢に話せない場合や、ピジン語やクレオール語として定着している場合などに見られる。
英語に慣れていない非ネイティブスピーカーが母国語をそのまま直訳して英語に置き換えてしまうことと、会話の際に不自然な文章や言い回しになり、意味が通じないブロークンイングリッシュとなる。

### 意味
brokenは、breakの過去分詞形、または形容詞で壊れたという意味の単語である。
直訳すると、壊れた英語となるが、一般的にはブロークンイングリッシュと称される。